# Qatar op de Olympische Zomerspelen 1996
Qatar nam deel aan de Olympische Zomerspelen 1996 in Atlanta, Verenigde Staten. Het was de vierde deelname van het land aan de spelen en in tegenstelling tot de vorige editie werden er geen medailles gewonnen.

## Deelnemers
(m) = mannen, (v) = vrouwen, (g) = gemengd

### Atletiek
| Olympiër                                                                     | Discipline             | Resultaat | Prestatie                                                                                             |
| ---------------------------------------------------------------------------- | ---------------------- | --------- | --- |
| Ibrahim Ismail                                                               | 200m (m)               | DNS       | serie 9: niet gestart                                                                                 |
| Ibrahim Ismail                                                               | 400m (m)               | DNF       | serie 3: 2de in 45,61 kwartfinale 2: 2de in 44,96 halve finale 1: 3de in 45,02 finale: niet gefinisht |
| Abdul Rahman Al-Abdullah                                                     | 800m (m)               | 41e       | serie 2: 5de in 1.48,52                                                                               |
| Mohamed Suleiman                                                             | 1500m (m)              | 9e        | serie 3: 7de in 3.37,70 halve finale 2: 4de in 3.36,01 finale: 9de in 3.38,26                         |
| Mubarak Sultan Al-Nubi Faraj                                                 | 400m horden (m)        | 22e       | serie 2: 4de in 49,27                                                                                 |
| Jamal Abdi Hassan                                                            | 3000m steeplechase (m) | 19e       | serie 1: 7de in 8.36,99 halve finale 2: 11de in 8.36,40                                               |
| Mubarak Sultan Al-Nubi Faraj Ali Ismail Doka Sami al-Abdulla Hamad al-Dosari | 4x400m (m)             | 23e       | serie 2: 5de in 3.08,25                                                                               |
| Bilal Saad Mubarak                                                           | kogelstoten (m)        | 10e       | kwalificatie groep B: 6de met 19,39m finale: 10de met 19,33m                                          |

### Schietsport
| Olympiër         | Discipline | Resultaat | Prestatie                                          |
| ---------------- | ---------- | --------- | -------------------------------------------------- |
| Nasser Al-Attiya | skeet (m)  | 15e       | kwalificatie: 15de met 120 punten (25-22-24-25-24) |

### Tafeltennis
| Olympiër         | Discipline    | Resultaat | Prestatie                                                                           |
| ---------------- | ------------- | --------- | ----------------------------------------------------------------------------------- |
| Hamad Al-Hammadi | enkelspel (m) | 49e       | groep J: 4de V van CRO Primorac: 0-2 V van HUN Bátorfi: 0-2 W van AUT Schlager: 0-2 |

### Zeilen
| Olympiër         | Discipline   | Resultaat | Prestatie                                         |
| ---------------- | ------------ | --------- | ------------------------------------------------- |
| Khalifa Al-Hitmi | laser klasse | 49e       | 397 punten: (46-42-45-DNF-48-DNF-DSQ-34-37-47-41) |

Afghanistan · Albanië · Algerije · Amerikaanse Maagdeneilanden · Amerikaans-Samoa · Andorra · Angola · Antigua‑Barbuda · Argentinië · Armenië · Aruba · Australië · Azerbeidzjan · Bahama's · Bahrein · Bangladesh · Barbados · België · Belize · Benin · Bermuda · Bhutan · Bolivia · Bosnië en Herzegovina · Botswana · Brazilië · Britse Maagdeneilanden · Brunei · Bulgarije · Burkina Faso · Burundi · Cambodja · Canada · Centraal-Afrikaanse Republiek · Chili · China · Chinees Taipei · Colombia · Comoren · Congo-Brazzaville · Cookeilanden · Costa Rica · Cuba · Cyprus · Denemarken · Djibouti · Dominica · Dominicaanse Republiek · Duitsland · Ecuador · Egypte · El Salvador · Equatoriaal-Guinea · Estland · Ethiopië · Fiji · Filipijnen · Finland · Frankrijk · Gabon · Gambia · Georgië · Ghana · Grenada · Griekenland · Groot-Brittannië · Guam · Guatemala · Guinee · Guinee-Bissau · Guyana · Haïti · Honduras · Hongarije · Hongkong · Ierland · IJsland · India · Indonesië · Irak · Iran · Israël · Italië · Ivoorkust · Jamaica · Japan · Jemen · Joegoslavië · Jordanië · Kaaimaneilanden · Kaapverdië · Kameroen · Kazachstan · Kenia · Kirgizië · Koeweit · Kroatië · Laos · Lesotho · Letland · Libanon · Liberia · Libië · Liechtenstein · Litouwen · Luxemburg ·  Macedonië · Madagaskar · Malawi · Malediven · Maleisië · Mali · Malta · Marokko · Mauritanië · Mauritius · Mexico · Moldavië · Monaco · Mongolië · Mozambique · Myanmar · Namibië · Nauru · Nederland · Nederlandse Antillen · Nepal · Nicaragua · Nieuw-Zeeland · Niger · Nigeria · Noord-Korea · Noorwegen · Oeganda · Oekraïne · Oezbekistan · Oman · Oostenrijk · Pakistan · Palestina · Panama · Papoea-Nieuw-Guinea · Paraguay · Peru · Polen · Portugal · Puerto Rico · Qatar · Roemenië · Rusland · Rwanda · Saint Kitts en Nevis · Saint Lucia · Saint Vincent en Grenadines · Salomonseilanden · Samoa · San Marino · Sao Tomé en Principe · Saoedi-Arabië · Senegal · Seychellen · Sierra Leone · Singapore · Slovenië · Slowakije · Soedan · Somalië · Spanje · Sri Lanka · Suriname · Swaziland · Syrië · Tadzjikistan · Tanzania · Thailand · Togo · Tonga · Trinidad en Tobago · Tsjaad · Tsjechië · Tunesië · Turkije · Turkmenistan · Uruguay · Vanuatu · Venezuela · Verenigde Arabische Emiraten · Verenigde Staten · Vietnam · Wit-Rusland · Zaïre · Zambia · Zimbabwe · Zuid-Afrika · Zuid-Korea · Zweden · Zwitserland